# Villadeati
Villadeati (piemontiul: La Vila dj'Ati) település Olaszországban, Piemont régióban, Alessandria megyében. Lakosainak száma 483 fő (2023. január 1.). Villadeati Alfiano Natta, Odalengo Grande, Montiglio Monferrato, Murisengo, Odalengo Piccolo és Tonco községekkel határos.

## Népesség
A település lakossága az elmúlt években az alábbi módon változott:
| Lakosok száma | 487  | 479  | 483  |
|               | 2017 | 2018 | 2023 |